# Dipartimento di Caldas

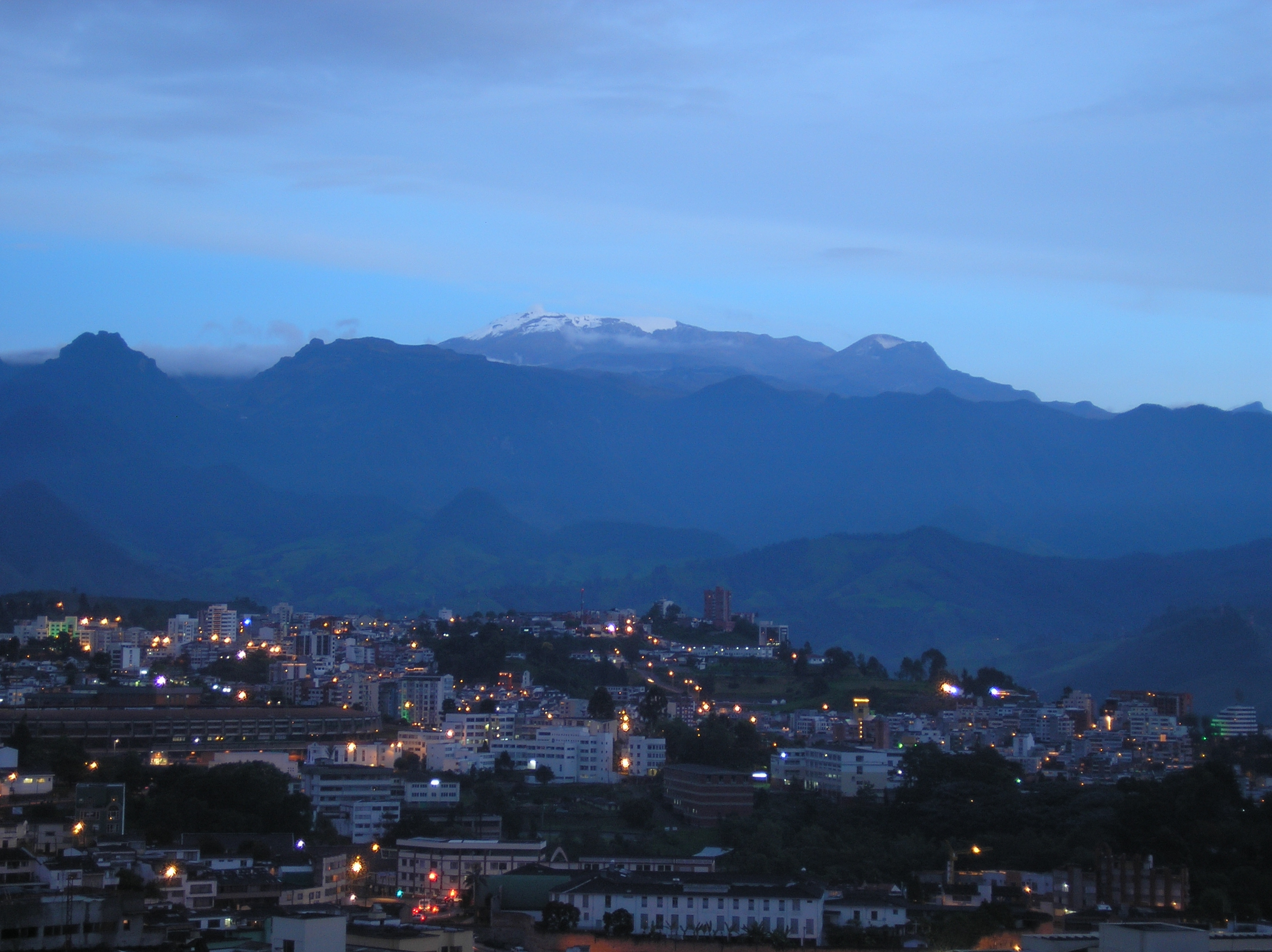
Il vulcano Ruiz visto da Manizales

Il dipartimento di Caldas è uno dei 32 dipartimenti della Colombia. Il capoluogo del dipartimento è Manizales.

## Geografia fisica
Il dipartimento di Caldas confina a nord con il dipartimento di Antioquia, ad est con quello di Cundinamarca, a sud con i dipartimenti di Tolima e Risaralda ed a ovest ancora con il dipartimento di Risaralda.
Il territorio è prevalentemente montuoso. Vi si elevano i rilievi montuosi della Cordigliera Centrale e quella Occidentale. Tra le due catene montuose scorre il fiume Cauca. Ad oriente oltre la Cordigliera Centrale il territorio digrada verso la valle del fiume Magdalena che segna il confine orientale.
La capitale Manizales è situata nella valle del Rio Chinchiná.
Il nome del dipartimento deriva da quello del patriota Francisco José de Caldas.

## Geografia antropica

### Suddivisioni amministrative
Il dipartimento di Caldas si compone di 27 comuni:
- Aguadas
- Anserma
- Aranzazu
- Belalcázar
- Chinchiná
- Filadelfia
- La Dorada
- La Merced
- Manizales
- Manzanares
- Marmato
- Marquetalia
- Marulanda
- Neira
- Norcasia
- Pácora
- Palestina
- Pensilvania
- Riosucio
- Risaralda
- Salamina
- Samaná
- San José
- Supía
- Victoria
- Villamaría
- Viterbo